# Escleroterapia
A escleroterapia, consiste na injecção de determinados medicamentos chamados de "esclerosantes" dentro de um vaso, geralmente um capilar venoso ou uma veia de maior tamanho de modo a destruí-lo. É usada principalmente para tratamento das veias reticulares, das varizes subcutâneas, das telangiectasias e até das hemorróidas. Esta última situação é tratada em proctologia pelo que nos limitaremos a falar da escleroterapia efectuada na veias e capilares venosos dos membros inferiores. Esta é a escleroterapia "química" que é a mais comum, entretanto, também há escleroterapia por métodos físicos, com o uso por exemplo do laser e da radiofrequência.

## História
A primeira tentativa de escleroterapia data de 1682 com Zollikofer na Suiça que introduziu um ácido numa veia para provocar trombose. Quase 200 anos se passaram até Debout e Cassaignaic descreverem o tratamento das veias varicosas com injeção de perchlorato de ferro em 1853. Porém, os importantes efeitos colaterais e o aparecimento da técnica do Stripping dois anos depois, a escleroterapia caiu em desuso. Foram retomados os estudos já no séc. XX, depois do aparecimento do ácido carbólico  e do perclorato de mercúrio. Porém, mais uma vez, os efeitos colaterais puseram obstáculo à expansão da técnica. Em França o Prof. Sicard e sua equipa, usaram o carbonato de  sódio e depois o salicilato de sódio. Também a quinina foi utilizada. 
Na década 1945-1955 começou a utilizar-se o tetradecil sulfato de sódio o qual foi muito utilizado por George Fegan nos anos 60.
Com o advento da ultrassonografia venosa e posteriormente o ecodoppler venoso, foi possível a escleroterapia assistida por imagem nos fins da década de 80. Porém graves complicações têm sido descritas sempre que se pretende substituir a cirurgia das safenas pela escleroterapia mas nos últimos anos a técnica tem sido referendada por várias sociedades médicas e em congressos como uma técnica segura e eficaz em mãos de médicos experientes.

## Telangiectasias (varicoses ou derrames) e Varizes Reticulares

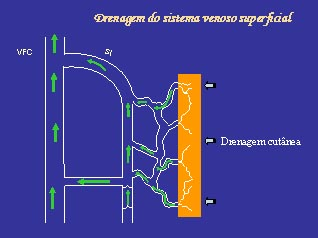
Drenagem venosa superficial

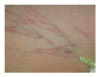
A injectar

As telangiectasias (diâmetro inferior a 2 mm), e as varizes reticulares (diâmetro superior a 2 mm e menor que 4 mm) tem etiologia desconhecida mas com uma certa tendência familiar, ambas não constituem uma primeira fase da doença varicosa como as antigas classificações (CEAP 1994) ainda o afirmam. Na sua etiologia está, muito provavelmente, uma dificuldade de drenagem cutânea no tecido celular sub-cutâneo (ver imagem). Habitualmente não há comprometimento dos troncos safenianos e nunca evolui para tal. Entretanto, com novos equipamentos com tecnologia infra-vermelha que permitem avaliar mais corretamente abaixo da pele, descobriu-se que muitas destas veias estão conectadas a varizes abaixo da pele. Mais frequentes no sexo feminino, agravam-se com a gravidez, a tomada de anticoncepcionais e com a obrigatoriedade de estar longas horas de pé em algumas profissões. No sexo masculino estão sobretudo relacionadas com a tendência familiar e a posição de pé durante longos períodos de tempo. 

## Mecanismo de acção

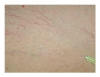
Durante Injecção

O produto esclerosante provoca um processo inflamatório no endotélio vascular que ao cicatrizar origina a oclusão do vaso. 
É usado sobretudo no tratamento da varicose reticular mas pode também ser injectado em veias colaterais das safenas se a colateral a tratar estiver insuficiente mas com a válvula ostial da safena continente. Caso contrário, o débito venoso é grande e o produto será "lavado" (diluído) e não fará efeito. Os esclerosantes mais potentes, por exemplo a espuma de polidocanol ou de tetradecyl sulfato de sódio, podem ser usados para vasos maiores. Têm sido descritos, no entanto, acidentes trombo-embólicos graves o que torna esta técnica injustificada, dada a simplicidade do tratamento de tais casos com uma pequena cirurgia sob anestesia local, efectuada em ambulatório.Outros fármacos como a glicose 50% ou 75% constituem uma alternativa bastante segura para o paciente acometido desta patologia.  
Dependendo do agente esclerosante, a administração de esclerosantes deverá ser feita por médico com treinamento e experiência com esta técnica. Já há muitos anos e em vários países existe formação específica para o médico que se dedica exclusivamente ao tratamento do sistema venoso, é a Flebologia (especialidade) e o médico denomina-se Flebologista. 
A técnica de escleroterapia tem muitos detalhes e para escolher a melhor técnica para cada tipo de telangiectasia (há vários tipos) há necessidade de se aplicar os tratamentos de forma segura a fim de evitar complicações eventualmente graves e até fatais. Por este motivo, na maior parte dos países, é o médico que faz este tipo de tratamento, entretanto, em alguns países, enfermeiros são supervisionados por médicos para realizar estes tratamentos. É mais difícil do que se julga e não há livro que ensine todos os pequenos detalhes desta técnica e por este motivo, experiência conta muito.
Ao injectar o produto, o médico deve assegurar-se que tem a agulha dentro do capilar. O produto (incolor) empurra o sangue e o capilar deixa de ser visível (ver imagem). Isto dura menos de um minuto e o capilar reaparece com aspecto inflamatório o que é normal pois é mesmo isso que pretende. O facto de o capilar deixar de ser visível tem sido utilizado, infelizmente, em artigos publicitários para mostrar a eficácia do método.
O laser promove a esclerose da veia em questão por meio da energia luminosa que se transforma em energia térmica através do uso do laser transdérmico.

## Produtos esclerosantes
Um dos primeiros esclerosante que foi usado no tratamento da varicose reticular foi a glicose hipertónica (30%). Foi rapidamente abandonado em virtude da hiperglicémia que provocava e das recidivas a curto prazo.
Muitos produtos foram comercializados entre eles o bem conhecido Trombovar (tetradecyl sulfato de sódio), o Aetoxysclerol (hidroxypolyethoxydodecane), o Sclérémo (Alun Chromium +Glycerol). Este último é pouco potente para a escleroterapia de veias mas excelente para as pequenas varicosidades com a vantagem de não provocar hiperpigmentação (pode ser utilizado no verão) e muito raramente provocar necroses (salvo em casos de injecção extra-vascular de uma grande quantidade o que denota uma má técnica e total falta de conhecimentos).

## Complicações

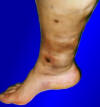
Necroses após escleroterapia

A maioria estão relacionadas com a inexperiência de quem administra o produto. O mais fácil de usar é o Alun Chromium +Glycerol que não provoca hiperpigmentação nem necroses, salvo grave erro técnico.
Em geral podem aparecer:
1. Alergias (qualquer pessoa pode fazer uma alergia a qualquer produto)
2. Hiperpigmentação no trajecto da vénula injectada
3. Aparecimento de uma "nuvem" de pequenos capilares tipo cuprose no caso de oclusão intempestiva da vénula de drenagem da telangiectasia e também devido a injecção sob pressão e em grade quantidade do produto esclerosante (mais frequentes na face interna dos joelhos)
4. Necroses, sempre secundárias a uma má técnica de quem faz o tratamento, são o reflexo da injecção do produto em para-venoso (ao lado do capilar ou vénula) e não intra-venoso.
5. Tromboflebite superficial ou profunda, por vezes com embolia pulmonar, quando são usados produtos mais potentes

## Recidivas
A varicose reticular é uma situação crónica e como tal é normal haver recidivas no mesmo local que foi tratado ou o aparecimento de novas telangiectasias. Depois do doente tratado, ele deverá fazer um controlo de seis em seis meses ou de ano a ano conforme os casos.